# Réquisition citoyenne

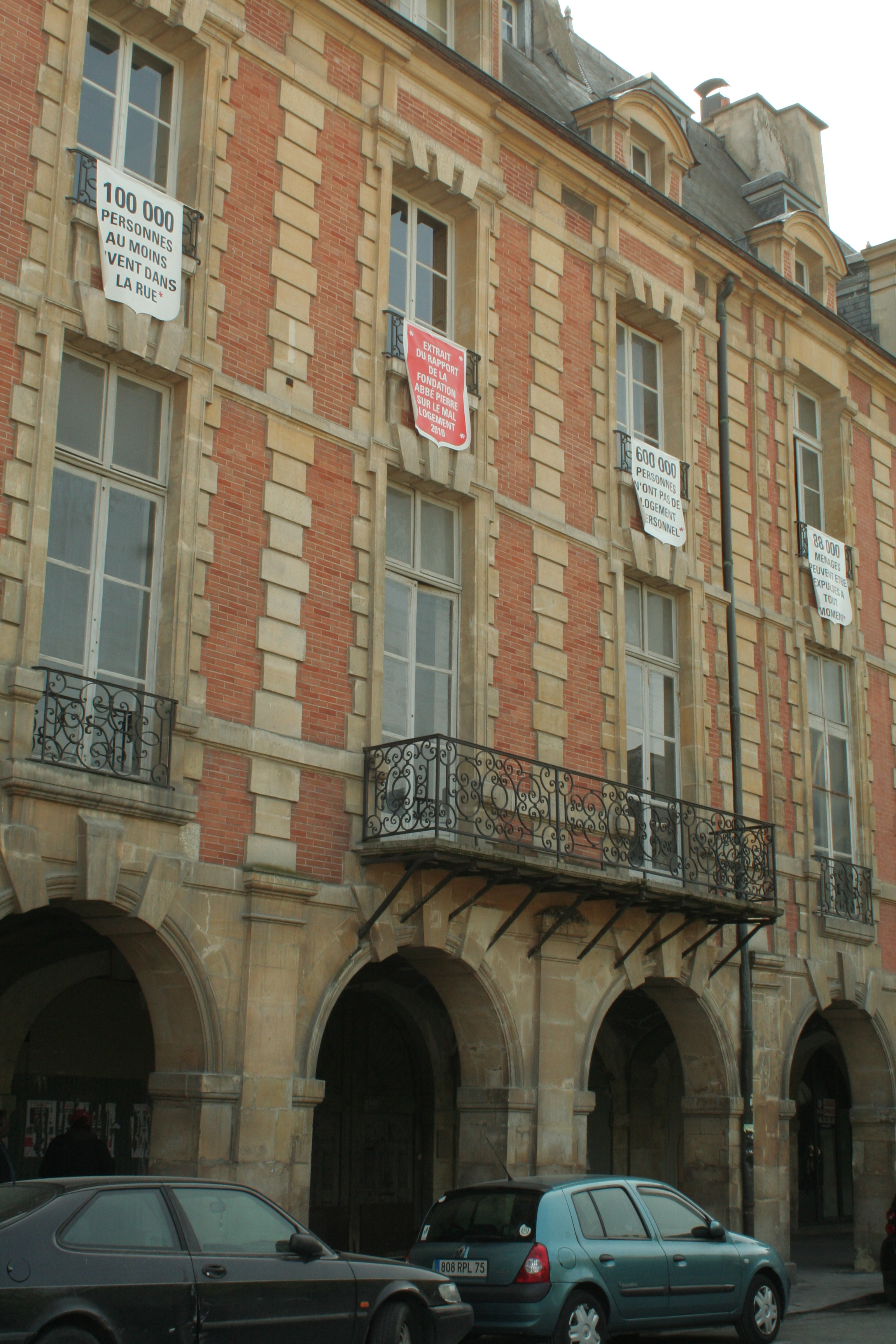
Hôtel Coulanges, place des Vosges, réquisitionné en octobre 2009.

La réquisition citoyenne est une occupation d'un bâtiment inutilisé, dans un contexte militant, pour une durée variable selon l'objectif. Elle s'apparente à un squat, opéré afin d'obtenir une réaction des responsables publics, et qui peut devenir le quartier général et le symbole d'un mouvement de protestation.
Le terme fait référence à la réquisition, qui en France est l'apanage de l'État et qui est encadrée par des lois, mot auquel est accolé l'adjectif « citoyenne » pour exprimer le fait qu'elle est opérée par des personnes qui n'ont pas les prérogatives officielles de la mener, contrairement aux agents de l'État.
Sous l'angle juridique, les réquisitions citoyennes ne sont autorisées par aucun texte et constituent donc en France des délits en tant qu'atteintes aux biens d'un tiers (occupation sans droit ni titre). Elles peuvent alors donner lieu à des poursuites et condamnations en justice (notamment expulsion et versement d'indemnités). Les expulsions concernant les réquisitions citoyennes faites dans le domaine du logement dans les années 2000 et 2010 se faisaient sous l'angle de la loi de l'époque, laquelle établissait un délai de 48 heures dit « de flagrance » (qui court à partir du début de l'occupation effective) pendant lequel il pouvait être demandé à la police de procéder à l'expulsion des occupants ; passé ce délai, une procédure et une décision en justice étaient nécessaires pour le faire. 
La méthode de la « réquisition citoyenne » s'apparente donc aux techniques de désobéissance civile, consistant à attirer l'attention des médias sur un problème, par une action assumée en porte-à-faux avec la loi, contexte dans lequel est attendue une réaction des responsables publics.
La réquisition citoyenne diffère du squat en ce qu'elle n'est pas considérée comme une solution d'hébergement stable ni durable pour ceux qui la pratiquent. Son objectif est avant tout médiatique et l'exposition médiatique qui en découle, faite volontairement et en connaissance de cause par les personnes, fragilise de fait l'existence de leur squat, puisque les propriétaires, généralement, font appel à la justice qui peut décider d'une expulsion (avec le concours des forces de l'ordre),. La résistance à l'expulsion, si elle a lieu, reste symbolique.

## Le ministère de la Crise du logement, et autres réquisitions citoyennes dans le domaine du logement
Le 31 décembre 2006, l'association Droit Au Logement, le mouvement Macaq et le collectif Jeudi Noir occupent l'immeuble du 24, rue de la Banque à Paris (face au Palais Brongniart, l'ancien lieu où était située la Bourse de Paris). Ce bâtiment de six étages, un siège social de banque désaffecté depuis près de trois ans, est rebaptisé le « ministère de la Crise du Logement ». Les occupants font appel à la mairie de Paris afin qu'elle exerce son droit de préemption sur l'immeuble. Par ce biais, la mairie du 2e arrondissement acquiert le bien. Un accord est trouvé et les centaines de mètres carrés vacants de l'édifice deviennent des logements sociaux,.
Par la suite, le collectif Jeudi Noir réalise d'autres réquisitions citoyennes. Le documentaire Ainsi squattent-ils de Marie Maffre est réalisé à ce sujet et sort le 5 juin 2013.